# Jolochero
Jolochero är en ort i Mexiko.   Den ligger i kommunen Centro och delstaten Tabasco, i den sydöstra delen av landet, 700 km öster om huvudstaden Mexico City. Jolochero ligger 4 meter över havet och antalet invånare är 332.
Terrängen runt Jolochero är mycket platt. En vik av havet är nära Jolochero åt sydost. Runt Jolochero är det tätbefolkat, med 442 invånare per kvadratkilometer. Närmaste större samhälle är Pomoca, 17,8 km sydväst om Jolochero. Trakten runt Jolochero består till största delen av jordbruksmark.